# Волынский, Семён Васильевич Щепа
Семён Васильевич Волынский Щепа (Щепин-Волынский) — посол, воевода и управляющий Земского приказа во времена правления Михаила Фёдоровича и Алексея Михайловича.
Из дворянского рода Волынские. Младший сын воеводы Волынского Василия Яковлевича Щепа. Имел братьев: Петра, Фёдора, Василия, и Ивана Васильевичей, а также сестру, выданную замуж за боярина Морозова Василия Петровича.

## Биография
В январе 1618 года упомянут стольником во время обеда у Государя “смотрел в большой стол”. В 1618 году участвовал в обороне Москвы от польского королевича Владислава. В 1619 году имел свой двор в Муроме и в этом же году его мать завещала ему несколько деревень в Муромском уезде.  В 1620 году за московское осадное сидение получил из своего подмосковного поместья в вотчину сельцо Чернево. В 1627-1630 годах воевода в Мосальске. В 1627-1629 годах упоминается московским дворянином. В апреле 1631, 1632 и 1633 годах поздравлял Государя с днём Пасхи. В 1634 году первый воевода в Путивле. В 1638 году назначен воеводой у Малиновых ворот, Тульской засечной черты. В 1639 и по май 1641 года воевода в Калуге. В мае 1642 года отправлен послом к шаху в Персию, для решения вопросов взаимной торговли. В августе 1645 года указано ему  быть управляющим Земского приказа, упомянут в данной должности в 1647 году. В ноябре 1646 году в чине московского дворянина был при встрече Литовского посла.
Крупный землевладелец: имел поместья и вотчины в Московском, Муромском и Рузском уездах.
Умер 01 апреля 1657 года.

## Семья
Женат дважды:
1. Марина  — завещала сыну свою вотчину в Муромском уезде.
2. Дарья Фёдоровна урождённая Лихорева  — умерла 07 мая 1639 года, погребена в Троице-Сергиевой лавре.

Дети:
- Волынский Семён Васильевич – от первого брака.

## Критика
В дополнениях к III-му тому Дворцовых разрядов сделана опечатка — вместо Василия Семёновича Волынского, назначенного вторым воеводой в Астрахань, записан Семён Васильевич Волынский. Эту ошибку повторил также историк А.П. Барсуков в своём научном труде: “Списки городовых воевод XVII столетия”.